# Heinrich Kramer
Heinrich Kramer, noto col nome latino di Henricus Institor, italianizzato come Enrico Institore (Schlettstadt, 1430 – Kroměříž, 1505), è stato un religioso tedesco, lettore di teologia, Grande inquisitore dell'Inquisizione del Sacro Romano Impero in Tirolo, Salisburghese, in Boemia e nella Moravia.
Scrisse il Malleus Maleficarum con Jacob Sprenger, testo di riferimento degli inquisitori sulla stregoneria e sulla caccia alle streghe.

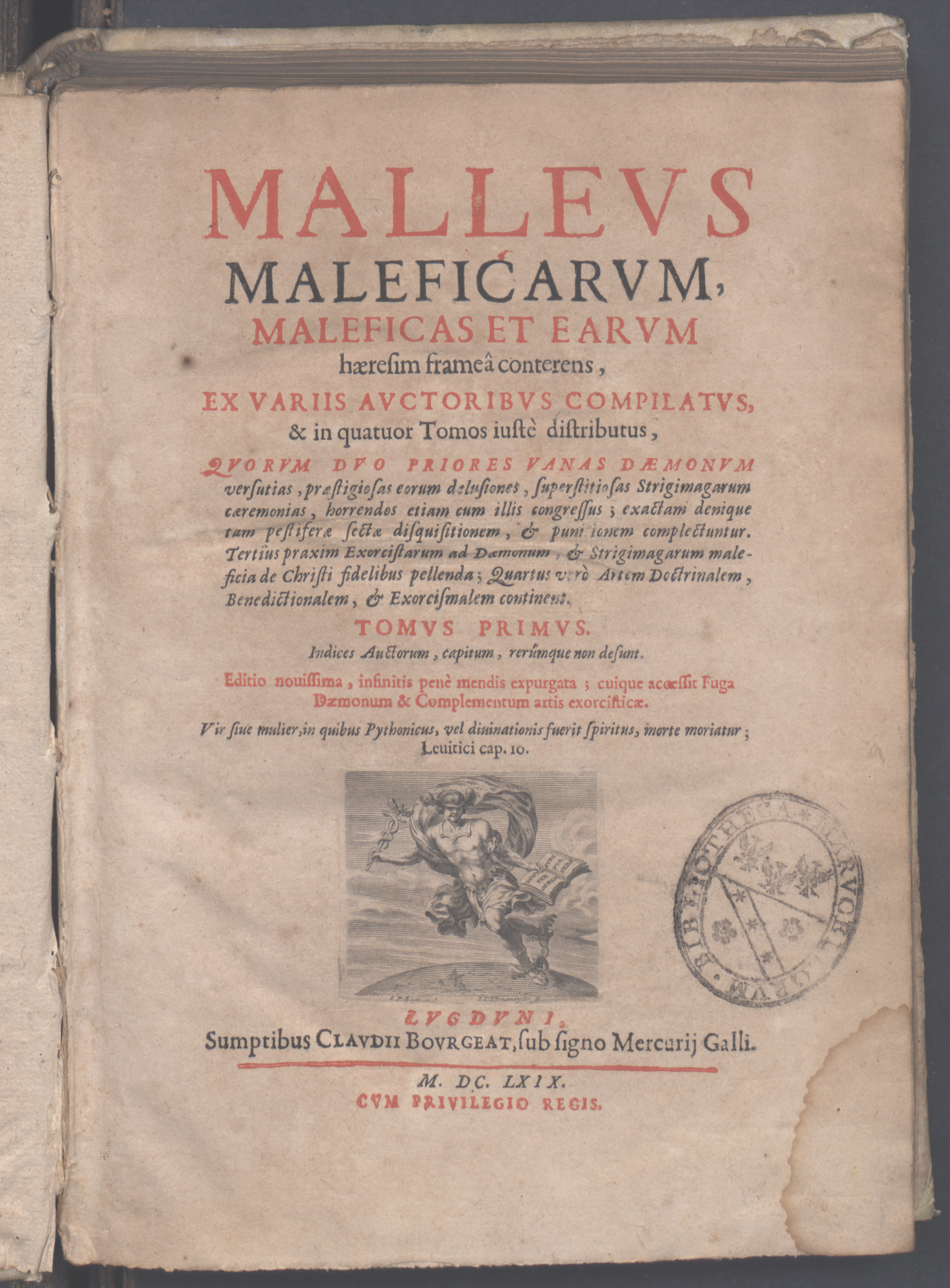
Frontespizio di un'edizione del Malleus maleficarum risalente al 1669

## Biografia
Padre Heinrich Kramer, noto come Institor, dalla traduzione latina del suo cognome tedesco che significa "venditore ambulante", nacque in Alsazia, entrò molto giovane tra i padri domenicani di Strasburgo. Aveva avuto i suoi primi contatti con Roma nel 1460, sotto il pontificato di papa Pio II. Era sempre stato un gran sostenitore del papato e proprio per questo era stato condannato e messo in prigione per un intervento contro Federico III nella diatriba sul primato papale. Questo fatto gli valse la benevola attenzione di papa Sisto IV.

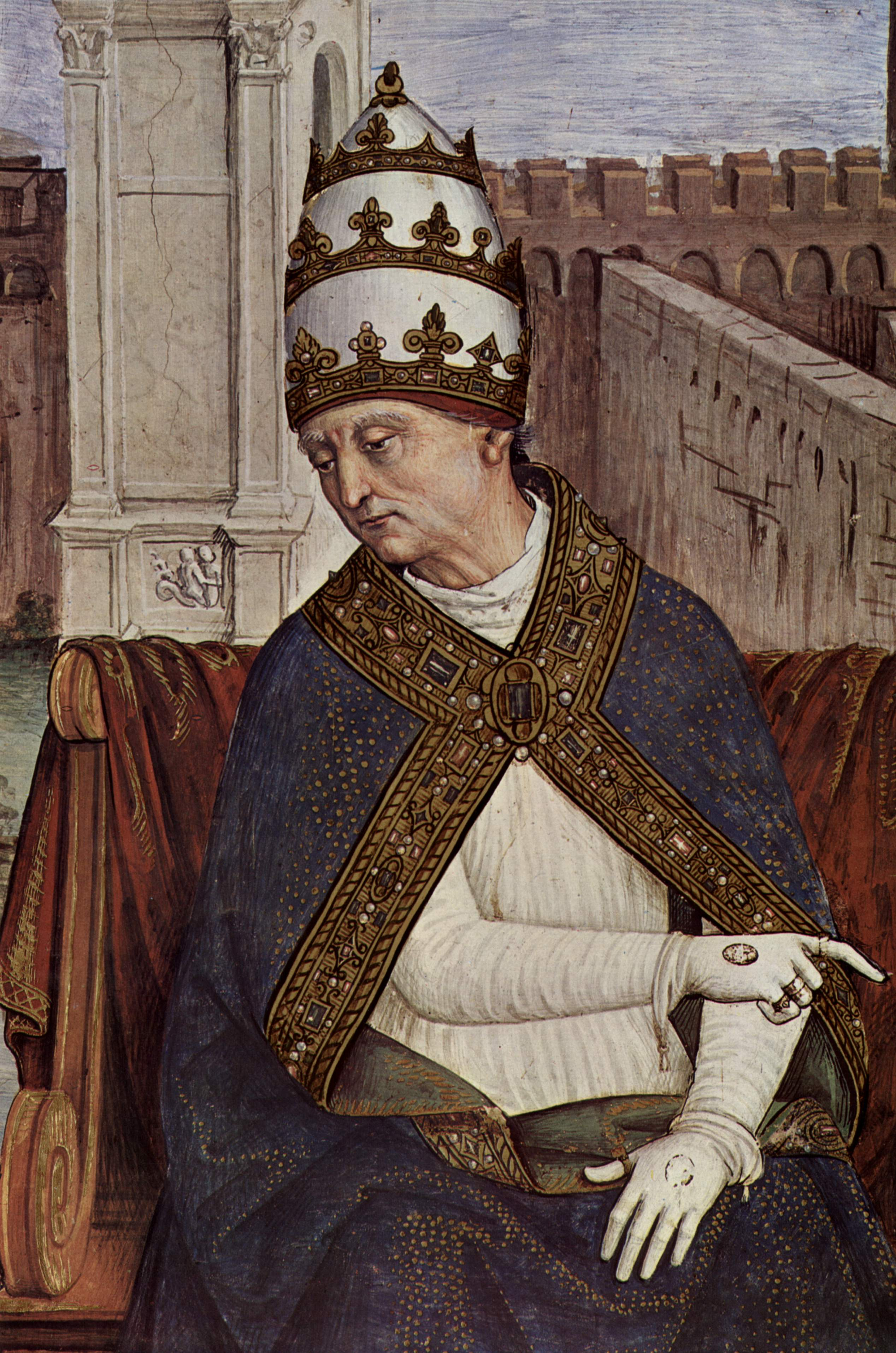
Papa Pio II, che aprì i primi contatti con Kramer.

Nel 1474 venne nominato lettore di teologia a Strasburgo e nello stesso anno ottenne dal pontefice due benefici: il titolo di praedicator generalis, che gli permetteva di esercitare il potere inquisitorio nelle diocesi germaniche, e il mandato di inquisitor haereticae pravitatis, che allargava a tutto il mondo allora conosciuto la sua facoltà di perseguire ogni tipo di eresia come inquisitore.
Tuttavia, nel 1482 papa Sisto IV lo convocò e gli chiese conto del proprio operato: Kramer aveva infatti subìto diverse accuse, in quanto si riteneva che in cambio di particolari indulgenze si facesse consegnare denaro e preziosi. Nonostante il richiamo pontificio, Institor temporeggiò, cercando nel frattempo di riacquistare la benevolenza del papa, cosa che gli riuscì benissimo scrivendo un libello contro il vescovo di Granea, che si era dato da fare per indire a Basilea un nuovo concilio con l'intento di riformare la Chiesa cattolica e la Curia Romana.
La riconoscenza del papa arrivò senza indugio: non solo Padre Institor vide cadere tutte le accuse che gli erano state rivolte, ma con una bolla pontificia del 1483 il convento della sua città natale ebbe una speciale indulgenza, per lo zelo con cui Institor aveva represso ogni sorta di stregoneria nella diocesi di Costanza, grazie anche all'aiuto del suo amico Jacob Sprenger, anche lui inquisitore, e al quale la città di Colonia doveva la sua salvezza da Carlo il Temerario, duca di Borgogna.
Nonostante la somma felicità per la benevolenza dimostratagli praticamente sempre dal pontefice, Institor sapeva che l'accanimento contro eresia e stregoneria avevano suscitato in Germania  dubbi e opposizioni sia da parte delle autorità locali ecclesiastiche sia da quelle laiche.
Innocenzo VIII, tuttavia, con la bolla Summis desiderantes affectibus, volendo affilare ancora più le armi contro la stregoneria, rese ufficiale l'incarico di inquisitori di Kramer e Sprenger, i suoi "diletti figli". Il pontefice espresse soprattutto grande preoccupazione per le notizie che gli venivano dalla Germania, dove malefiche donne si davano letteralmente anima e corpo al demonio, offrendogli tributi osceni, partecipando ai Sabba, e compiendo la sua infernale volontà. La bolla pontificia conferiva a Jacob Sprenger la procura ad agire nella Germania del Nord, lasciando invece a Padre Institor il compito di combattere la stregoneria nelle regioni meridionali.
Nonostante la fama di grande inquisitore che si era fatto negli anni, Heinrich Institor Kramer si vide sconfitto in un noto processo ad Innsbruck, dove un avvocato riuscì a far valere i diritti dei processati. Ciò che accadde in questo processo diede maggior corpo a quanto già meditava.
Nel 1487 venne alla luce il Malleus Maleficarum ("Il martello delle streghe") proprio dalle menti di Heinrich Institor Kramer e Jacob Sprenger, anche se si pensa sia soprattutto opera del primo. Il trattato, che ebbe tredici edizioni tra il 1489 e il 1520, divenne in breve tempo il manuale degli inquisitori. Però, proprio in questo testo si evidenziano molti particolari che resero praticamente nullo il lavoro di Institor a Innsbruck. Per oltre due secoli l'opera di Kramer fu considerata il testo di riferimento per gli inquisitori cattolici ed i giudici protestanti nelle indagini e nei processi per stregoneria.
Heinrich Institor Kramer morì forse a Kroměříž in Moravia nel 1505 mentre era impegnato in una nuova campagna, stavolta contro i seguaci dell'eretico Johannes Hus.

## Opere principali
- Malleus Maleficarum, 1487

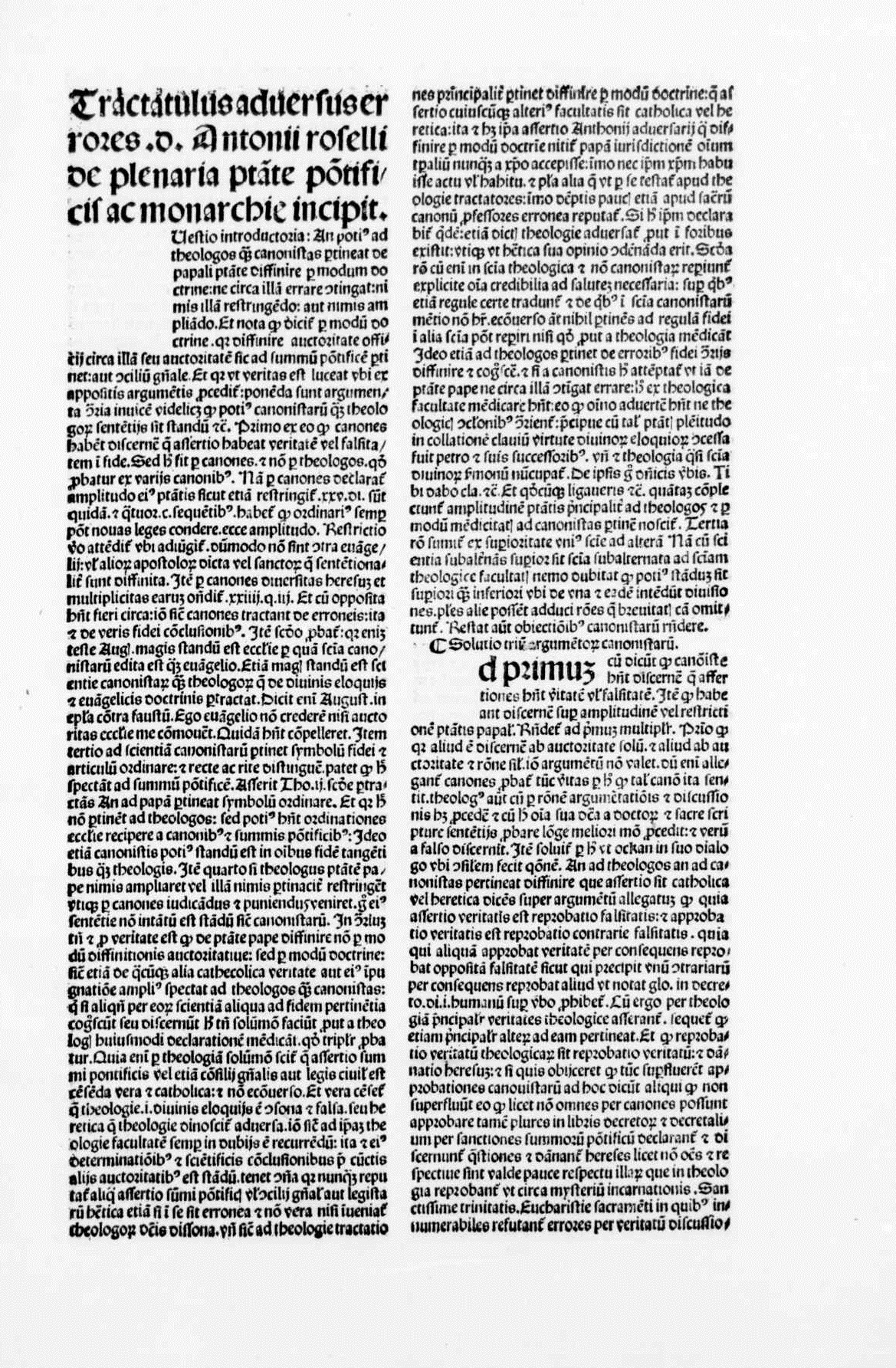
Opusculum in errores Monarchiae Antonii de Rosellis, 1499

- Alcuni discorsi e vari sermoni sul grande Santissimo Sacramento dell'eucaristia, Norimberga, 1496
- Opusculum in errores Monarchiae Antonii de Rosellis, Venezia, 1499
- Lo corazza difensiva della Santa Romana Chiesa contro i Piccardi e i Valdesi, c. 1500